# John Steed
John Steed, nome completo John Wickham Gascoyne Berresford Steed, è un personaggio televisivo immaginario, protagonista della serie televisiva Agente Speciale (The Avengers), dove viene interpretato da Patrick Macnee.

## Caratteristiche
Indossa sempre un  completo con la bombetta, abito elegante di sartoria e l'immancabile ombrello.

## Storia
Inizialmente era coinvolto in avventure dai tratti spionistici, collaborando con il dottor David Keel. Ma la fortuna del suo personaggio iniziò quando i suoi capi lo affiancarono a una partner femminile. La prima fu la dottoressa Cathy Gale. La sua partner più popolare rimane tuttavia Emma Peel, nella quarta e nella quinta stagione. Con Emma le avventure si allontanarono dal plot spionistico, assumendo tratti fantascientifici. La serie raggiunse l'apice del successo, superando i confini del Regno Unito per approdare agli Stati Uniti.
Finite le avventure con Emma Peel, John Steed fu affiancato una nuova partner: Tara King. Ma il successo della serie era in declino. Negli anni settanta, il personaggio tornò come capo della squadra di agenti formata da Mike Gambit (interpretato da Gareth Hunt) e Purdey (interpretata da Joanna Lumley) nella serie Gli infallibili tre (The New Avengers). La serie canadese non ebbe però troppa fortuna.
L'ultima avventura dell'eroe con bombetta è datata 1998, nel film The Avengers - Agenti speciali di Jeremiah Chechik.

## Interpreti
John Steed viene impersonato da Patrick Macnee nelle serie Agente speciale e Gli infallibili tre e da Ralph Fiennes nel film del 1998 The Avengers.
Nelle edizioni italiane viene doppiato da: Nino Dal Fabbro (Agente speciale, stagioni 2 e 3); Oreste Lionello (Agente speciale, stagioni 4 e 5); Romano Malaspina (Agente speciale, stagione 6, e Gli infallibili tre, episodi 14-26); Natalino Libralesso (Agente speciale, stagione 7); Sergio Graziani (Gli infallibili tre, episodi 1-13) e Roberto Pedicini (The Avengers - Agenti speciali).